# Захаровка (Николаевская область)
Захаровка (укр. Захарівка) — село в Первомайском районе Николаевской области Украины.
Основано в 1922 году. Население по переписи 2001 года составляло 426 человек. Почтовый индекс — 56331. Телефонный код — 5135. Занимает площадь 1,384 км².

## Местный совет
56330, Николаевская обл., Врадиевский р-н, с. Ивановка, ул. Мира, 9